# Psammodromus
Psammodromus – rodzaj jaszczurek z rodziny jaszczurkowatych (Lacertidae).

## Zasięg występowania
Rodzaj obejmuje gatunki występujące w zach.-płd. Europie i płn.-zach. Afryce.

## Systematyka

### Etymologia
Psammodromus: gr. ψαμμος psammos „piasek”; -δρομος -dromos „biegacz”, od τρεχω trekhō „biegać”.

### Podział systematyczny
Do rodzaju należą następujące gatunki:
- Psammodromus algirus – piaskarka algierska[4]
- Psammodromus blanci
- Psammodromus edwarsianus
- Psammodromus hispanicus – piaskarka hiszpańska[potrzebny przypis]
- Psammodromus microdactylus
- Psammodromus occidentalis